# シーラカンスK&H
シーラカンスK&H （シーラカンス ケイアンドエイチ、Coelacanth K&H Architects Inc.）は、工藤和美と堀場弘の建築ユニット。1985年に活動開始し、1986年に東京大学原広司研究室の大学院生だった6人のパートナーで設立された「シーラカンス」創設。その後、1998年にシーラカンスK&Hとシーラカンスアンドアソシエイツに対等分社し、それぞれが別会社で再出発している。
1990年、「桜台アパートメント」が第7回吉岡賞受賞。1997年、｢千葉市立打瀬小学校｣がシーラカンス（小嶋一浩･工藤和美･小泉雅生･堀場弘）で、日本建築学会賞作品選奨入選。1996年、大阪国際平和センター･ピースおおさか｣がシーラカンス（伊藤恭行･工藤和美･小泉雅生･小島一浩･堀場弘）で日本建築学会作品選奨入選。

## 人物
工藤 和美（くどう かずみ、1960年 - ）は、日本の建築家。東京大学､横浜国立大学非常勤講師を経て、東洋大学理工学部教授。鹿児島市生まれ。福岡市育ち。
1979年、福岡県立修猷館高等学校卒業。1983年 IAESTE スイス研修留学。1985年、横浜国立大学工学部建築学科卒業。東京大学大学院工学系研究科修士課程進学。1986年、シーラカンスを共同設立。1987年、大学院修士課程修了。1998年から、堀場弘とパートナーを組み、シーラカンスK&Hを共同主宰。現在、シーラカンスK&H株式会社代表取締役。国家戦略特区ワーキンググループ 委員
堀場 弘（ほりば ひろし、1960年 - ）は、日本の建築家。東京都出身。1983年、武蔵工業大学工学部建築学科卒業。1986年、東京大学大学院工学系研究科修士課程修了。シーラカンスを共同で設立。1998年、シーラカンスK&Hに。現在、代表取締役兼東京都市大学教授。
主な作品に、さつき幼稚園、金沢海みらい図書館、富山市立芝園小学校・芝園中学校、ベイ・ステージ下田、坂井市立丸岡南中学校、福岡市立博多小学校・奈良屋公民館など。

## シーラカンスK&H出身の建築家
- 鈴野浩一